# Koberstädter Wald östlich von Langen
Koberstädter Wald östlich von Langen este o arie protejată (arie specială de conservare — SAC, sit de importanță comunitară — SCI) din Germania întinsă pe o suprafață de 146,18 ha, integral pe uscat.

## Localizare
Centrul sitului Koberstädter Wald östlich von Langen este situat la coordonatele 49°58′46″N 8°42′45″E / 49.9794°N 8.7125°E.

## Înființare
Situl Koberstädter Wald östlich von Langen a fost declarat sit de importanță comunitară în noiembrie 2004 pentru a proteja un număr necunoscut de specii din flora spontană și fauna sălbatică aflate în arealul zonei. Situl a fost protejat și ca arie specială de conservare în martie 2008.

## Biodiversitate
Situată în ecoregiunea continentală, aria protejată conține 1 habitat natural: Păduri de fag Luzulo-Fagetum.
La baza desemnării sitului se află un număr nedeclarat de specii protejate.